# Dekanat Środkowego Atlantyku
Dekanat Środkowego Atlantyku – jeden z trzech dekanatów Archidiecezji Albańskiej Kościoła Prawosławnego w Ameryce.
Na terytorium dekanatu znajdują się następujące parafie:
- Parafia św. Jerzego w Trumbull
- Parafia św. Mikołaja w Jamaica Estates
- Parafia Świętych Piotra i Pawła w Filadelfii
- Parafia św. Jana Chryzostoma w Filadelfii